# Смурфики 2
«Сму́рфики 2» (англ. The Smurfs 2) — американський комедійний фентезійний сімейний фільм про Смурфиків з поєднанням живих акторів і комп'ютерної анімації. Прем'єра фільму в США відбулася 31 липня 2013, а в Україні прем'єра відбулася — 1 серпня 2013 року. Фільм є сиквелом фільму 2011 року «Смурфики».
Фільм отримав віковий рівень 0+ (тобто для будь глядацької аудиторії).

## Сюжет
Після жахливого сну Смурфетка прокинулася і поговорила з татом Смурфом (який зайшов привітати її з днем народження). У селі смурфів йшла підготовка до дня народження Смурфетки. У цей час у Парижі проходить всесвітньо відома вистава про супер-чарівника Гаргамеля — його полюбили у всьому світі. Та злий чарівник не мав собі за мету стати супер-зіркою, він створив Гакуса і Вексі — пару злісних створінь, дуже схожих на смурфиків і наказав Вексей викрасти Смурфетку. У Гаргамеля був злодійський план — він хотів викрасти Смурфетту і дізнатися у неї рецепт, який би перетворюв Неслухняників у справжніх Смурфів…
Через деякий час до Парижу прибувають і смурфи-рятівники: тато Смурф, Буркун, Чепурник і Незграба. Залучившись допомогою сім'ї Увінслов вони вирушають на пошуки Смурфетки. Та на виставі Гаргамель перетворює пана Віктора Дойля — вітчима Патріка Увінслов на качку, тато Смурф говорить, що чари зійдуть через деякий час. Протягом тривалих пошуків смурфи знаходять Смурфетку і бачать, що їй весело із Неслухняниками — тато Смурф впадає у відчай.
Після душевної розмови з містером Увінслов тато Смурф розуміє, що байдуже звідки Смурфетка родом, головне те, ким вона захоче бути! Те саме розуміє і Патрік Увінслов, який посварився зі своїм вітчимом.
Тож, смурфи разом з містером Увінслов і Віктором Дойлем знов вирушають на порятунок Смурфетки, але, на жаль, запізнюються — Смурфетка вже розказала рецепт перетворення, і Гаргамель перетворив Гакуса і Вексі на справжніх смурфів та став неймовірно могутнім. Але все ж таки, як добро перемагає зло, так і смурфи разом із новими смурфами-неслухняниками перемагають Гаргамеля і Азраеля (кота), які повертаються назад у свій старий дім Світу Смурфів.

## Персонажі

### Смурфи
Загалом існує дуже багато смурфів, а саме 99 смурфів 1 смурфетта (Хвацький, Мудрик Жартун, Умійко, Кухар, Жидько, Маляр, Пекар, Блогер, Оповідач). І кожному з них притаманна якась особлива, унікальна риса характеру.
Основні з них які зустрічаються у фільмі:
- Батько Смурф — голова родини Смурфів, за деякими джерелами йому 546 років[2]
- Смурфетка — єдина (до того як з'явилася Дражнилка) дівчина-смурф у селі Смурфів. Її створив Ґарґамель, а тато Смурф перетоворив на дуже добру і веселу смурфетку.
- Чепурник — «смурф нарцис» дуже любить дивитися у дзеркала. Чепурник — самозакоханий.
- Буркотун — буркотливий, але добрий смурфик, у другій частині фільму на деякий час став Смурфом-оптимістом.
- Незграбко — смурфик, у якого все валиться з рук, дуже необережний, але сором'язливий. Улюбленець Грейс Увінслов

### Люди
- Ґарґамель — злий і поганий чарівник-невдаха, що живе разом зі свої котом Азраелем. Гаргамель створив Смурфетку, а також Гакуса і Вексі. Мета поганця — вичавлення синьої магії із смурфів
- Патрік і Ґрейс Вінслов — молода пара, з нашого світу, знайомі зі смурфиками. Мають сина Блу. Смурфики зіграли велику роль у їхньому сім'єтворенні
- Віктор Дойль — вітчим Патріка Вінслов і дідусь Блу. ҐарҐамель перетворив його у качку, та згодом Віктор перетворився на людину. Смурфи допомогли Патріку порозумітися зі своїм вітчимом, після чого містер Вінслов, нарікав себе містером «Вінслов дефіс Дойль дефіс Смурф»

### Інші
- Азраель — кіт-посіпака чарівника Ґарґамеля, кумедний і корисливий кіт
- Дражнилка — неслухнянка, створена Ґарґамелем, викрадає Смурфетку, але потім виправляється і стає доброю, бо відчуває підтримку з боку Смурфетки (вони з нею, як рідні сестри)
- Гакус — неслухняник, створений Ґарґамелем, трохи дурненький, чудненький, у кінці фільму теж стає смурфом.

## Цікавинки
У фільмі, як у першій частині, так безпосередньо, і в другій вживаються слова-смурфи:
- Смуфониці — ягідки, що їдять смурфи.
- О мій Смурф — О мій Бог (англ. Oh my God; укр. О, Боже!)
- Просто смурфово — дуже добре, (дослівно — просто кльово)
- Смурфаймось, хлопці — обіймаймось, хлопці
- Будьмо смурфимістами — будьмо оптимістами
- Я смурфенно перепрошую — я дуже перепрошую (рос. я дико извиняюсь)
- Смурф, Смурф, Смурф, Смурф, Смурф — дуже гостра лайка

А також протягом усієї франшизи із уст смурфів можна почути дуже веселу і енергійну пісеньку — «Пісня смурфів» або «Ла-ла-ла-ла-ла-ла пісеньку співай».

## В ролях
| Актор             | Персонаж       | Український дубляж |
| ----------------- | -------------- | ------------------ |
| Генк Азарія       | Ґарґамель      | Юрій Коваленко     |
| Ніл Патрік Гарріс | Патрік Вінслов | Юрій Кудрявець     |
| Брендан Глісон    | Віктор Дойль   |                    |
| Джейма Мейс       | Ґрейс Вінслов  | Аліна Проценко     |
| Джонатан Вінтерс  | Тато Смурф     | Віталій Дорошенко  |
| Кеті Перрі        | Смурфетка      | Ольга Фреймут      |
| Антон Єльчін      | Незграбко      | Андрій Федінчик    |
| Джон Олівер       | Чепурник       | Андре Тан          |
| Крістіна Річчі    | Дражнилка      |                    |
| Джей Бі Смув      | Гакус          | Віктор Бронюк      |

## Саундтрек
Music from and Inspired by The Smurfs 2 — саундтрек до фільму Смурфики 2, вийшов 23 липня 2013 року. Брітні Спірс записала оригінальну пісню «Ooh La La», яка прозвучала у титрах.
| #     | Назва               | Автор музики                      | Тривалість |
| ----- | ------------------- | --------------------------------- | ---------- |
| 1.    | «Ooh La La»         | Брітні Спірс                      | 4:14       |
| 2.    | «Vacation»          | G.R.L.                            | 3:36       |
| 3.    | «Magik 2.0»         | Becky G за участі Остіна Махона   | 3:05       |
| 4.    | «Live It Up»        | Owl City                          | 2:57       |
| 5.    | «Everything Breaks» | Sophia Black                      | 3:26       |
| 6.    | «Forget You»        | Cady Groves                       | 3:46       |
| 7.    | «Hey Chica»         | Kiana Brown                       | 3:17       |
| 8.    | «High Life»         | Nelly Furtado featuring Ace Primo | 4:19       |
| 9.    | «Tutti Frutti»      | Buckwheat Zydeco                  | 2:29       |
| 10.   | «I'm Too Smurfy»    | Right Said Fred                   | 2:46       |
| 33:55 |                     |                                   |            |

## Відеогра
Відеогра The Smurfs 2 базується на сюжеті фільму. Гра розроблена компанією WayForward Technologies, за підтримки Ubisoft, на території Росії гра видається компанією Бука, та виходить на платформах Xbox 360, PlayStation 3 , Wii і Wii U.